# Cleanthony Early
Cleanthony Early (Middletown, 17 aprile 1991) è un cestista statunitense.

## Carriera
Dopo due stagioni in NCAA con i Wichita State Shockers (di cui l'ultima chiusa con oltre 16 punti e 6 rimbalzi di media) viene scelto alla 34ª chiamata del Draft 2014 dai New York Knicks. Il 30 dicembre 2015 il giocatore rimane vittima di un'aggressione all'uscita di uno strip club del Queens, subendo, oltre al furto di gioielli e soldi, anche un colpo di pistola al ginocchio destro. In seguito all'incidente, dovrà rimanere fermo almeno due mesi.

## Statistiche

### College
| Anno      | Squadra      | PG | PT | MP   | TC%  | 3P%  | TL%  | RP  | AP  | PRP | SP  | PP   |
| --------- | ------------ | -- | -- | ---- | ---- | ---- | ---- | --- | --- | --- | --- | ---- |
| 2012-2013 | WSU Shockers | 39 | 22 | 25,1 | 45,5 | 31,8 | 79,1 | 5,4 | 0,6 | 0,7 | 0,9 | 13,9 |
| 2013-2014 | WSU Shockers | 36 | 36 | 27,4 | 48,4 | 37,3 | 84,4 | 5,9 | 0,8 | 0,8 | 0,8 | 16,4 |
| Carriera  | Carriera     | 75 | 58 | 26,2 | 47,0 | 34,8 | 81,9 | 5,7 | 0,7 | 0,8 | 0,8 | 15,1 |

### NBA

#### Regular Season
| Anno      | Squadra     | PG | PT | MP   | TC%  | 3P%  | TL%  | RP  | AP  | PRP | SP  | PP  |
| --------- | ----------- | -- | -- | ---- | ---- | ---- | ---- | --- | --- | --- | --- | --- |
| 2014-2015 | N.Y. Knicks | 39 | 7  | 16,6 | 35,5 | 26,2 | 75,0 | 2,5 | 0,9 | 0,6 | 0,3 | 5,4 |
| 2015-2016 | N.Y. Knicks | 17 | 2  | 9,1  | 30,0 | 26,7 | 75,0 | 1,5 | 0,4 | 0,1 | 0,2 | 1,8 |
| Carriera  | Carriera    | 56 | 9  | 14,3 | 34,6 | 26,3 | 75,0 | 2,2 | 0,8 | 0,5 | 0,3 | 4,3 |

## Palmarès
- NCAA AP All-America Third Team (2014)